# Resolutie 1911 Veiligheidsraad Verenigde Naties
Resolutie 1911 van de Veiligheidsraad van de Verenigde Naties werd unaniem door de VN-Veiligheidsraad aangenomen op 28 januari 2010 en verlengde de VN-vredesmissie in Ivoorkust opnieuw met vier maanden.

## Achtergrond
In 2002 brak in Ivoorkust een burgeroorlog uit tussen de regering in het christelijke zuiden en rebellen in het islamitische noorden van het land. In 2003 leidden onderhandelingen tot de vorming van een regering van nationale eenheid en waren er Franse en VN-troepen aanwezig. In 2004 zegden de rebellen hun vertrouwen in de regering op en namen opnieuw de wapens op. Het noorden van het land werd voornamelijk door deze Forces Nouvelles gecontroleerd. Er werden illegaal diamanten uitgevoerd via de buurlanden en wapens ingevoerd via Burkina Faso, zo concludeerden VN-experts.

## Inhoud

### Waarnemingen
Op 4 maart 2007 waren president Laurent Gbagbo en rebellenleider Guillaume Soro tot een akkoord gekomen dat door de Veiligheidsraad werd gesteund. De Raad veroordeelde ook nog eens elke poging om het vredesproces met geweld te verstoren. Intussen had Burkina Faso voorgesteld om voor drie maanden een aantal troepen naar het buurland te sturen als onderdeel van de UNOCI-vredesmissie. De mensenrechtensituatie in Ivoorkust bleef kritiek — zo was er veel seksueel geweld — en daders van mensenrechtenschendingen moesten berecht worden.

### Handelingen
De Ivoriaanse verkiezingen waren uitgesteld tot eind februari-begin maart 2010. Cruciaal voor deze verkiezingen was de publicatie van de definitieve kiezerslijst. De Speciale Vertegenwoordiger van de secretaris-generaal zou er tevens op toezien dat alle stadia van het verkiezingproces eerlijk verliepen. Van de kant van de partijen werd goed gedrag verwacht. De Raad was ook nog steeds bereid maatregelen te treffen tegen hen die de vrede en verzoening bedreigden.
Het mandaat van de UNOCI-missie werd verlengd tot 31 mei 2010, vooral om de organisatie van verkiezingen te ondersteunen. Ze was ook van plan het troepenaantal van 7450 tijdelijk op te trekken met 500 manschappen van zodra de kiezerslijst publiek werd gemaakt. Ten slotte verlengde de Veiligheidsraad ook de autorisatie van de Franse troepen die ter ondersteuning van UNOCI in Ivoorkust aanwezig waren.

## Verwante resoluties
- Resolutie 1880 Veiligheidsraad Verenigde Naties (2009)
- Resolutie 1893 Veiligheidsraad Verenigde Naties (2009)
- Resolutie 1924 Veiligheidsraad Verenigde Naties
- Resolutie 1933 Veiligheidsraad Verenigde Naties

Lijst ·  1908 ·  1909 ·  1910 ·  1911 ·  1912 ·  1913 ·  1914 ·  1915 ·  1916 ·  1917 ·  1918 ·  1919 ·  1920 ·  1921 ·  1922 ·  1923 ·  1924 ·  1925 ·  1926 ·  1927 ·  1928 ·  1929 ·  1930 ·  1931 ·  1932 ·  1933 ·  1934 ·  1935 ·  1936 ·  1937 ·  1938 ·  1939 ·  1940 ·  1941 ·  1942 ·  1943 ·  1944 ·  1945 ·  1946 ·  1947 ·  1948 ·  1949 ·  1950 ·  1951 ·  1952 ·  1953 ·  1954 ·  1955 ·  1956 ·  1957 ·  1958 ·  1959 ·  1960 ·  1961 ·  1962 ·  1963 ·  1964 ·  1965 ·  1966